# Polystyliphora australiensis
Polystyliphora australiensis är en plattmaskart som beskrevs av Faubel och Rhode 1998. Polystyliphora australiensis ingår i släktet Polystyliphora och familjen Polystyliphoridae. Inga underarter finns listade i Catalogue of Life.